# محطة مركز دبي للسلع المتعددة (مترو دبي)
محطة مركز دبي للسلع المتعددة (بالإنجليزية: DMCC station)‏؛ هي محطة نقل سريع على الخط الأحمر لشبكة مترو دبي التي تخدم دبي في الإمارات العربية المتحدة، ومنها يمكن الوصول مباشرة إلى محطة إكسبو حيث موقع إكسبو 2020 أو إلى محطة جبل علي الانتقالية التي تنتهي في محطة مركز الإمارات العربية المتحدة للصرافة.

## التطورات
من يناير 2018 إلى أبريل 2019، تم إغلاق الخط الأحمر بين محطتي مركز دبي للسلع المتعددة وابن بطوطة لتمديد نظام مترو دبي. عملت المحطة كمحطة غربية للقطارات من الراشدية بسبب تعليق الخط الأحمر بين أبراج بحيرة جميرا وابن بطوطة من أجل استيعاب امتداد إكسبو 2020 الذي تم بناؤه في نخيل هاربر آند تاور. وسهّل التقاطع إلى الغرب من المحطة عكس مسار القطارات.